# El Bajío, Chiapas
El Bajío är en ort i Mexiko.   Den ligger i kommunen Siltepec och delstaten Chiapas, i den sydöstra delen av landet, 900 km sydost om huvudstaden Mexico City. El Bajío ligger 1 883 meter över havet och antalet invånare är 306.
Terrängen runt El Bajío är bergig åt nordväst, men åt sydost är den kuperad. Terrängen runt El Bajío sluttar norrut. Runt El Bajío är det ganska tätbefolkat, med 83 invånare per kvadratkilometer. Närmaste större samhälle är Motozintla de Mendoza, 19,1 km söder om El Bajío. I omgivningarna runt El Bajío växer i huvudsak blandskog.